# Konkrete Kunst

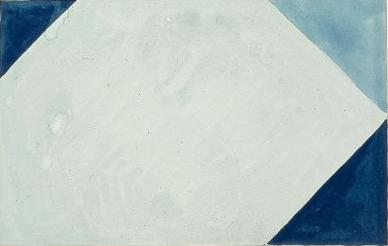
Theo van Doesburg: Sac à Main, um 1929, Centraal Museum Utrecht

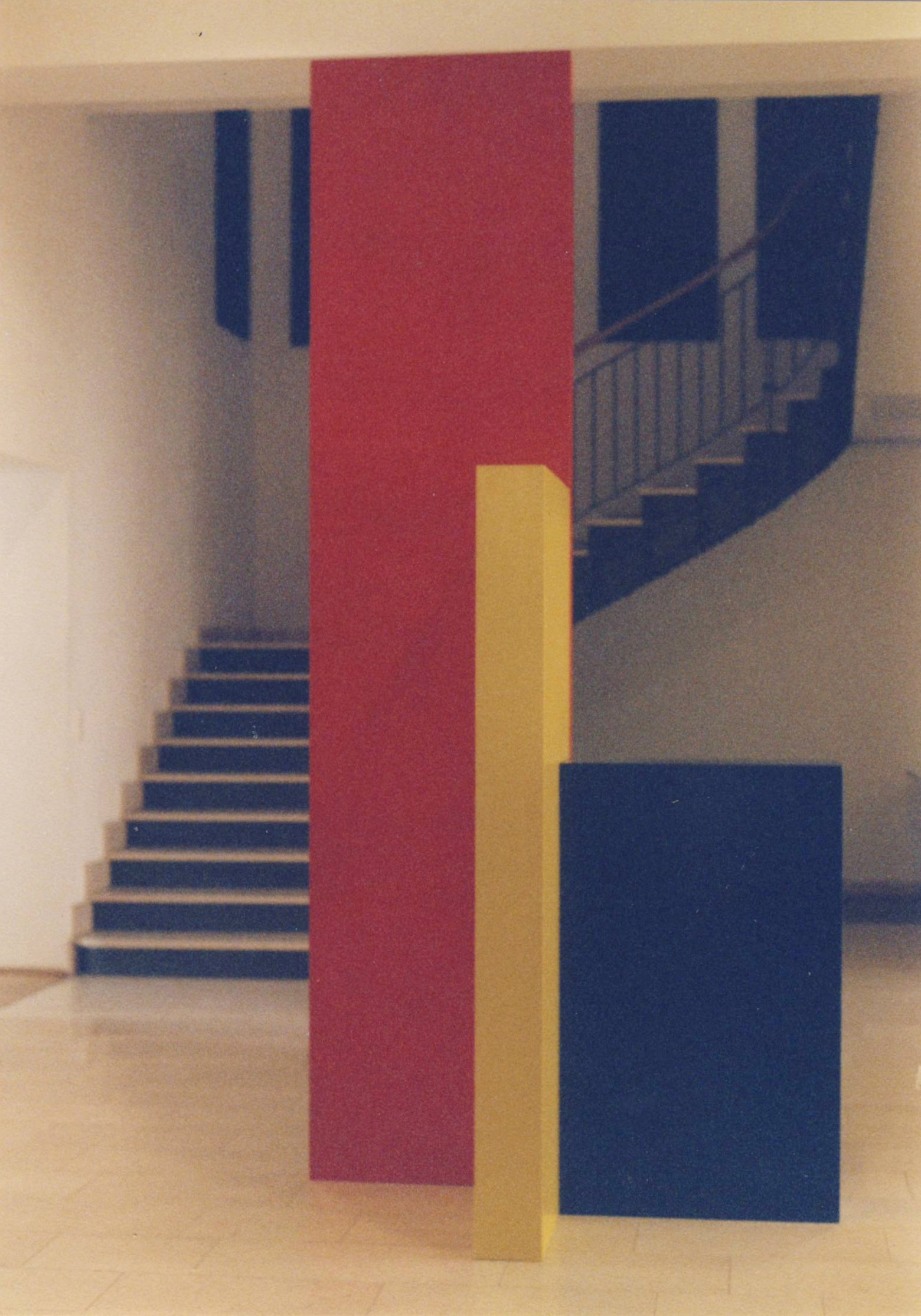
Jo Niemeyer, Skulptur in der Kunsthalle Villa Kobe, 2003

Der Begriff Konkrete Kunst wurde 1924 von Theo van Doesburg eingeführt und 1930 in einem Manifest bei der Gründung der Gruppe Art concret programmatisch für eine Richtung der Kunst festgelegt, die im Idealfall auf mathematisch-geometrischen Grundlagen beruht. Sie ist im eigentlichen Sinne nicht abstrakt, da sie nichts in der materiellen Realität Vorhandenes abstrahiert, sondern im Gegenteil Geistiges materialisiert, keine symbolische Bedeutung besitzt und mehr oder weniger rein durch geometrische Konstruktion erzeugt ist. Richard Paul Lohse sprach eher von konstruktiver Kunst. Vom Konstruktivismus und Abstrakter Kunst grenzt sich die Konkrete Kunst durch ihr wissenschaftliches Denken (speziell die Erforschung geometrischer Gesetzmäßigkeiten), ihre Konzentration auf das Zusammenspiel von Form und Farbe und ihr Interesse an der Erforschung der Farbe ab. Manche Experten betonen dabei den Stellenwert von einfachen geometrischen Grundformen. Allerdings ist die Verwendung solcher Elemente weder Alleinstellungsmerkmal noch notwendiger Bestandteil von Werken der Konkreten Kunst. Der Begriff wird historisch bedingt vor allem für Werke aus dem deutschsprachigen Kulturraum verwendet, obwohl es natürlich weltweit künstlerische Positionen gab und gibt, die der Konkreten Kunst entsprechen, namentlich in Italien, Frankreich, den Niederlanden, Tschechien und in Nordamerika. Diese werden aber üblicherweise meist unter anderen „Etiketten“ geführt. Typisch für Künstler der konkreten Richtung ist, dass ihre Werke in der Regel vor ihrer Materialisierung zunächst im Kopf entstehen. Im Extremfall werden deren Entstehungsprinzipien so stringent im Kopf vorformuliert, dass sie sich fast wie mathematische Formeln darstellen ließen (siehe Zitate von R. P. Lohse). Die häufige Entstehung ganzer Werkserien wird dadurch gefördert. Einen wichtigen Beitrag zum theoretischen Überbau und zur Rezeption von Konkreter Kunst und Poesie vor allem in Deutschland leistete der Stuttgarter Philosoph Max Bense.

## Zitate

### Theo van Doesburg
„Das Kunstwerk muß(!) im Geist vollständig konzipiert und gestaltet sein, bevor es ausgeführt wird. Es darf nichts von den formalen Gegebenheiten der Natur, der Sinne und der Gefühle enthalten. Wir wollen Lyrismus, Dramatik, Symbolik usf. ausschalten. Das Bild muß(!) ausschließlich aus plastischen Elementen konstruiert werden, d. h. aus Flächen und Farben. Ein Bildelement hat keine andere Bedeutung als sich selbst.
… Denn wir haben die Zeit des Suchens und der spekulativen Experimente hinter uns gelassen. Auf der Suche nach der Reinheit waren die Künstler gezwungen, die Naturform zu zerstören. Heute ist die Idee der Kunstform ebenso veraltet wie die Idee der Naturform.
Wir sehen die Zeit der reinen Malerei voraus. Denn nichts ist konkreter, wirklicher, als eine Linie, eine Farbe, eine Oberfläche... Konkrete und nicht abstrakte Malerei. Denn der Geist hat den Zustand der Reife erreicht. Er braucht klare, intellektuelle Mittel, um sich auf konkrete Art zu manifestieren.
… Die Farbe ist die Grundsubstanz der Malerei; sie bedeutet nur sich selbst. Die Malerei ist ein Mittel, um auf optische Weise den Gedanken zu verwirklichen: Jedes Bild ist ein Farbgedanke… Bevor das Werk in Materie umgesetzt wird, besteht es auf vollständige Art im Bewußtsein(!). Es ist auch nötig, daß(!) die Realisierung eine technische Perfektion aufweist, die der des geistigen Entwurfes ebenbürtig ist… Wir arbeiten mit den Größen der Mathematik - euklidisch oder nichteuklidisch - und der Wissenschaft, das heißt: mit den Mitteln des Denkens.“
„Die Malerei ist ein Mittel, um auf optische Weise den Gedanken zu verwirklichen“.

### Richard Paul Lohse
„Die Zahl ersetzt das Individuelle, Themen übernehmen die expressive Funktion des Elements“ -…-  „Die entscheidende Aufgabe besteht nun darin, den systematisch-logischen Ablauf derart zu aktivieren, daß(!) eine dynamische künstlerische Formulierung entsteht und die Ordnungsprinzipien sich als Mittel dieser Absicht einordnen.“

### Max Bill
Als Ziel der Konkreten Kunst formuliert Max Bill 1949 in seiner Einleitung zum Katalog der Ausstellung Zürcher konkrete Kunst: „... das ziel der konkreten kunst ist es, gegenstände für den geistigen gebrauch zu entwickeln, ähnlich wie der mensch sich gegenstände schafft für den materiellen gebrauch. […] konkrete kunst ist in ihrer letzten konsequenz der reine ausdruck von harmonischem maß und gesetz. sie ordnet systeme und gibt mit künstlerischen mitteln diesen ordnungen das leben.“

### Einführungstext der Website des Museums für Konkrete Kunst in Ingolstadt
„… Konkrete Kunst (ist) eine unmittelbare, auf sinnliches Erleben angelegte Kunstrichtung, die auch ohne jedes Vorwissen, aber notwendigerweise auch ohne Vorurteile, erfassbar ist. Es ist eine ungegenständliche Kunst in Malerei, Plastik, Film oder Installationen, die nicht die sichtbare Welt abbilden möchte. Daher kommen den Farben, Formen, der Linie und erweitert auch den Materialien eine besondere Bedeutung zu. (...) Erst 1930 setzte sich der Begriff der „Konkreten Kunst“ durch einen Text des Künstlers Theo van Doesburg für verschiedene ungegenständliche und geometrische Positionen durch. (...) Speziell durch die Reduktion auf die Rezeption in der Schweiz, den sogenannten „Zürcher Konkreten“, wurde die Konkrete Kunst  sehr eng definiert. (...) Doch auch die logische Malerei von Richard Paul Lohse will mehr als nur mathematische Gesetze zu bebildern. Gerade Lohse hatte große gesellschaftliche Ziele und wollte mittels seiner Kunst Systeme und Strukturen sichtbar und dadurch reformierbar machen. (...) Die Künstlergeneration, die in den 1970er Jahren geboren ist, würde sich niemals mit dem Etikett „Konkrete Kunst“ bezeichnen lassen. Der Begriff ist historisch geworden, die Inhalte sind jedoch so aktuell wie zu Beginn des 20. Jahrhunderts.“

## Wegbereiter der Konkreten Kunst
Um 1903 herum begann eine große Wende in der Kunst. Malerei und Plastik entfernten sich zusehends von der sichtbaren Wirklichkeit. Henri Matisse sagte, dass man beim Betrachten eines Bildes völlig vergessen müsse, was es darstelle. Es ist Kunst, die Form, Farbe und Bildgestaltung weitgehende Autonomie von Gegenständlichem zugesteht. Diese Absatzbewegung von der Welt des Sichtbaren wurde Abstraktion genannt. Es geht um die Konzentration auf das Wesentliche, das Notwendige.
Ab 1910 tauchte eine Kunst auf, die den Weg der Abstraktion konsequent weiterführte. Jeder Rest von Darstellung, bildlich oder figürlich, wurde abgelehnt.
Wassily Kandinsky äußerte, die Kunst folge nur noch ihren eigenen, kunstimmanenten Gesetzmäßigkeiten. Es sei eine Kunst der reinen Gegenstandslosigkeit.

### Künstler der Konkreten Kunst / Konstruktiven Kunst
- Karl-Heinz Adler
- Josef Albers
- Joachim Albrecht
- Hans Arp
- Claude Augsburger
- Waldemar Bachmeier
- Joe Barnes
- Eva Bauer
- Josef Bauer
- Marcel-Louis Baugniet
- Olle Bærtling
- Horst Bartnig
- Ulrich Behl
- Jakob Bill
- Max Bill
- Gerhard Jürgen Blum-Kwiatkowski
- Arvid Boecker
- Hartmut Böhm
- Regine Bonke
- Andreas Brandt
- Max Burchartz
- Dominique Chapuis
- Andreas Christen
- Rudolf de Crignis
- Daniel de Spirt
- Gilbert Decock
- Sonia Delaunay
- Patrick Alexander Deventer
- Inge Dick
- Edgar Diehl
- Alwin Dorok
- Theo van Doesburg
- Karl Duschek
- Alan Ebnother
- Rupert Eder
- Ulrich Erben
- Rita Ernst
- André Evard
- Hermann Frauenknecht
- Heinz Friege
- Günter Fruhtrunk
- Rupprecht Geiger
- Hans Gekeler
- Karl Gerstner
- Fritz Glarner
- Hans Jörg Glattfelder
- Hermann Glöckner
- Camille Graeser
- Florin Garnier
- Alan Green
- Ulla Grigat
- Jon Groom
- Edgar Gutbub
- Marcia Hafif
- Herbert Hamak
- Heijo Hangen
- Hans Herbert Hartwieg
- Franziska Haslinger
- Hasso von Henninges
- Auguste Herbin
- Carmen Herrera
- Jiří Hilmar
- Gisela Hoffmann
- Gottfried Honegger
- Gerhard Hotter
- Jean-Pierre Husquinet
- Robert Jacobsen
- Hildegard Joos
- Peter Kalkhof
- Christiane Kaufmann
- Thomas P. Kausel
- Peter Kenter
- Klaus Kipfmüller
- Fritz Klingbeil
- Willem Kloppers
- Ute Köngeter
- Wolfgang Körber
- Jarosław Kozłowski
- Friedrich Kracht
- Carl Krasberg
- Eric Kressnig
- Werner Krieglstein
- Jo Kuhn
- Josef Linschinger
- Verena Loewensberg
- Richard Paul Lohse
- Manfred Luther
- Thilo Maatsch
- Alberto Magnelli
- Brice Marden
- Joseph Marioni
- Agnes Martin
- Almir Mavignier
- Manfred Mohr
- Piet Mondrian
- François Morellet
- Richard Mortensen
- Olivier Mosset
- Knut Navrot
- Jürg Nänni
- Günter Neusel
- Jo Niemeyer
- Andrzej Nowacki
- Rudolf Ortner
- Ulrich Otto
- Claude Pasquer
- Antoine Pevsner
- Jean Pfaff
- Georg Karl Pfahler
- Helga Philipp
- Michael Post
- Henri Prosi
- Marek Radke
- Rolf Rappaz
- Ad Reinhardt
- Otto Reitsperger
- Frank Richter
- Ivo Ringe
- Veronika Rodenberg
- Christian Roeckenschuss
- Axel Rohlfs
- Karl Peter Röhl
- Sigurd Rompza
- Reinhard Roy
- Nelly Rudin
- Robert Ryman
- Diet Sayler
- Alexander Schadow
- Helmut Schmidt Rhen
- Irene Schramm-Biermann
- Helmut Senf
- Phil Sims
- Peter Staechelin
- Anton Stankowski
- Klaus Staudt
- Helmut Sundhaußen
- Ben Suter
- Zdeněk Sýkora
- Andrzej Szewczyk
- Sophie Taeuber-Arp
- Kurt Teuscher
- Heiner Thiel
- Norbert Thomas
- Niele Toroni
- Günter Umberg
- Marie-Thérèse Vacossin
- Georges Vantongerloo
- Jean-Pierre Viot
- Reinhard Voigt
- Friedrich Vordemberge-Gildewart
- Hermann Waibel
- Gido Wiederkehr
- Michael Wiesinger
- Ludwig Wilding
- Martin Wörn
- Jürgen Wolff
- Achim Zeman
- H. H. Zimmermann
- Piet van Zon
- Yahya Youssef

### Bildhauer der Konkreten Kunst
- Ulrich Behl
- Max Bill
- Regine Bonke
- Utz Brocksieper
- Hellmut Bruch
- Christoph Freimann
- Ingo Glass
- Edgar Gutbub
- Erwin Heerich
- Gottfried Honegger
- Ingrid Hornef
- Maria C. P. Huls
- Robert Jacobsen
- Fritz Klingbeil
- Diethelm Koch
- Wolfgang Körber
- Norbert Kricke
- Carlernst Kürten[9]
- Horst Kuhnert
- Norvin Leineweber
- Riki Mijling
- François Morellet
- Norbert Müller-Everling
- Ben Muthofer
- Josef Neuhaus
- Ansgar Nierhoff
- Roland Phleps
- Heinz-Günter Prager
- David Rabinowitch
- Ulrich Rückriem
- HD Schrader
- Heiner Thiel
- Jan de Weryha-Wysoczański

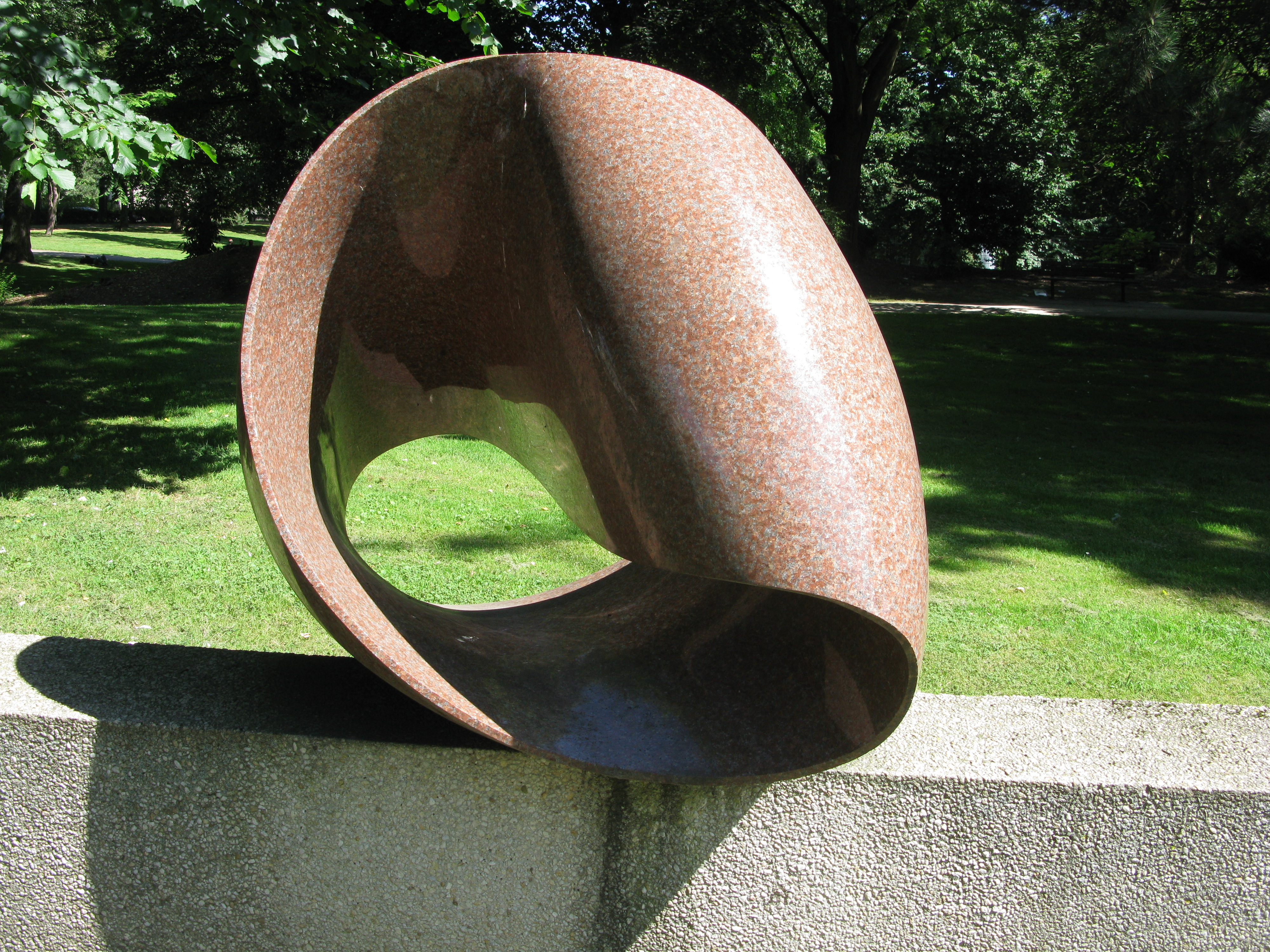
Max Bill: Unendliche Schleife (1935–1953), ausgeführt in Tranas Granit 1974. Essen
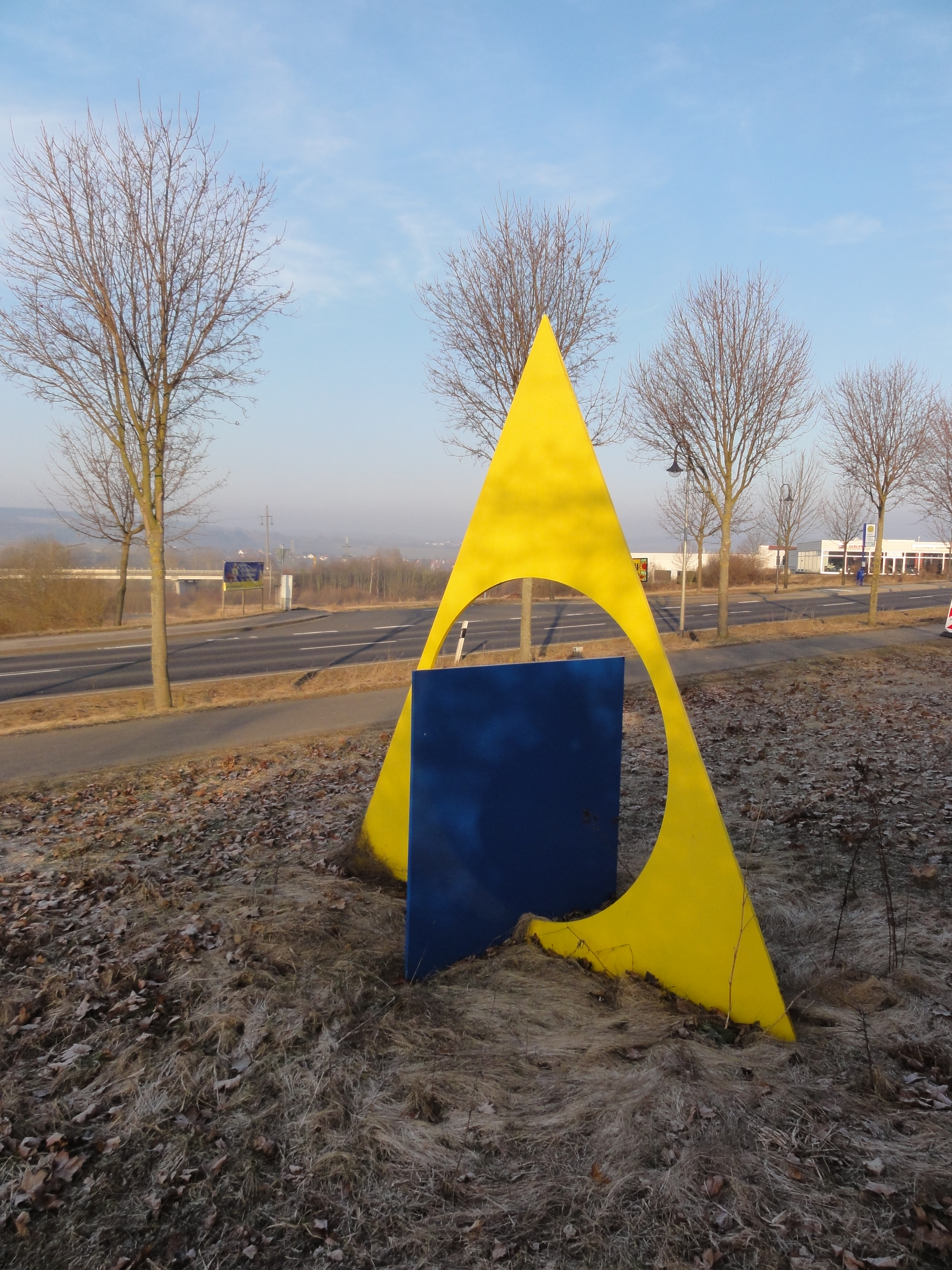
Ingo Glass: Hommage à Vasarely (2006/2007). Hünfeld
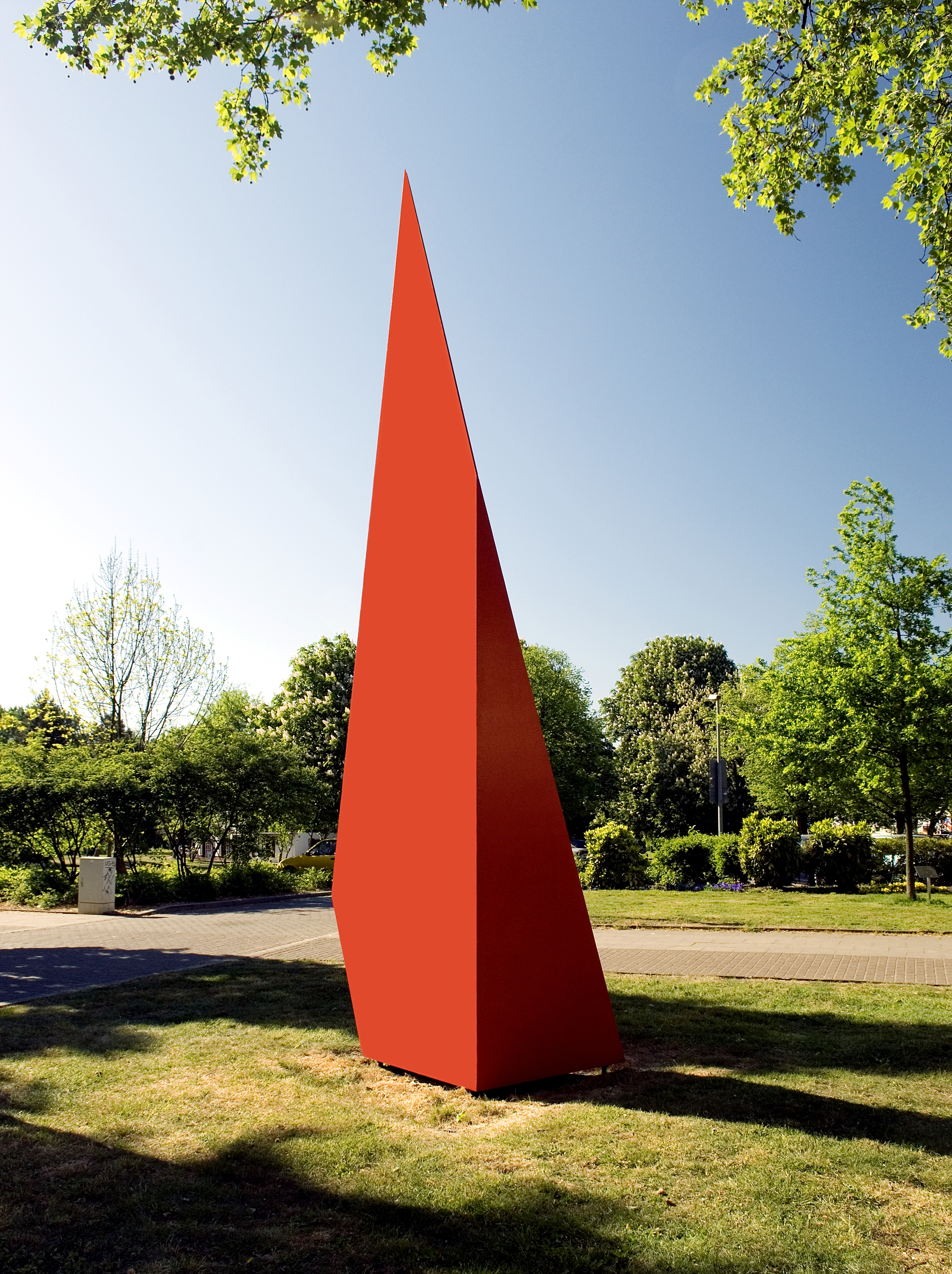
HD Schrader: Cubecrack Nr. 1 (1996). Herne
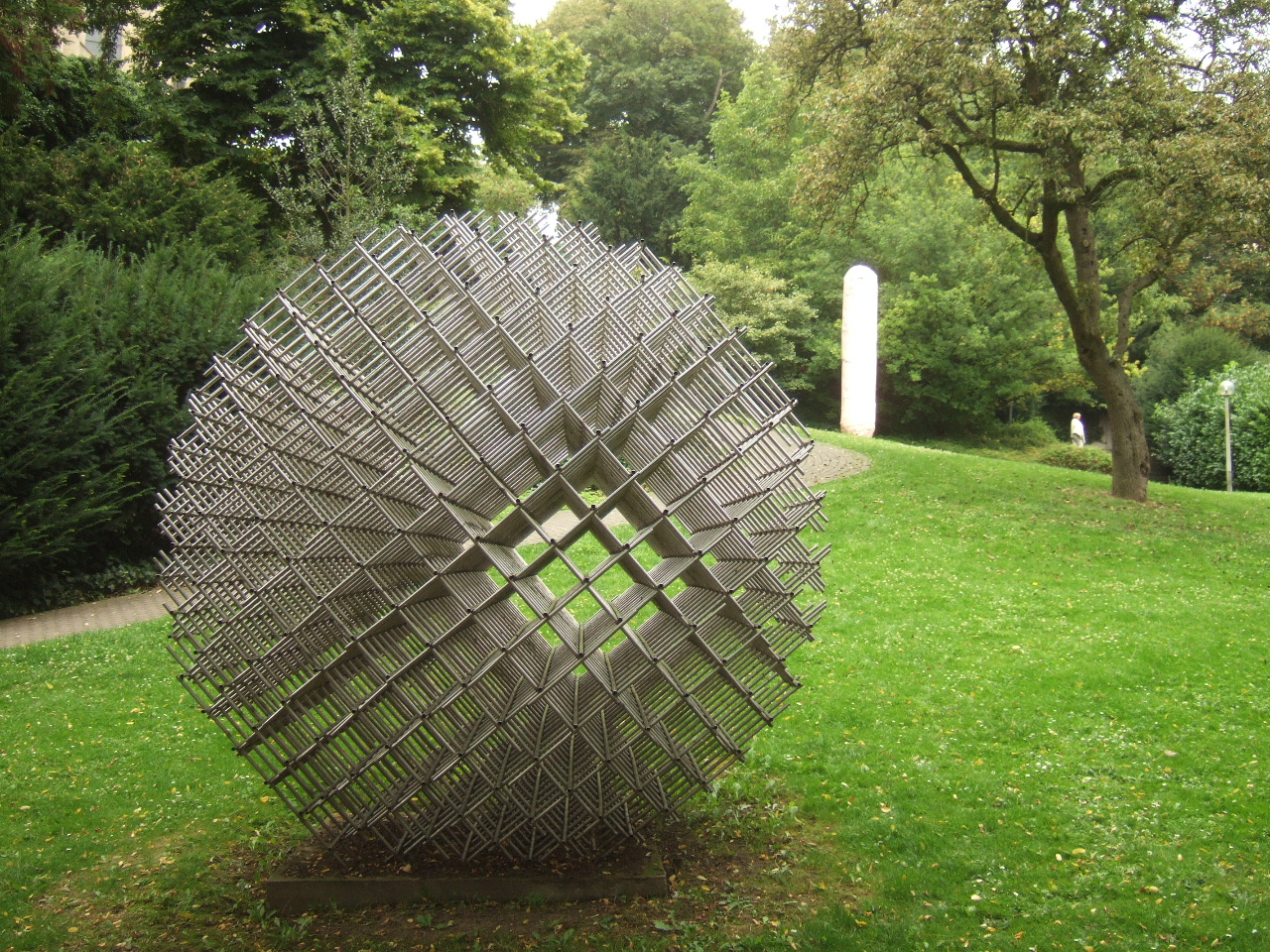
François Morellet: Sphère - trames (1962). Mönchengladbach
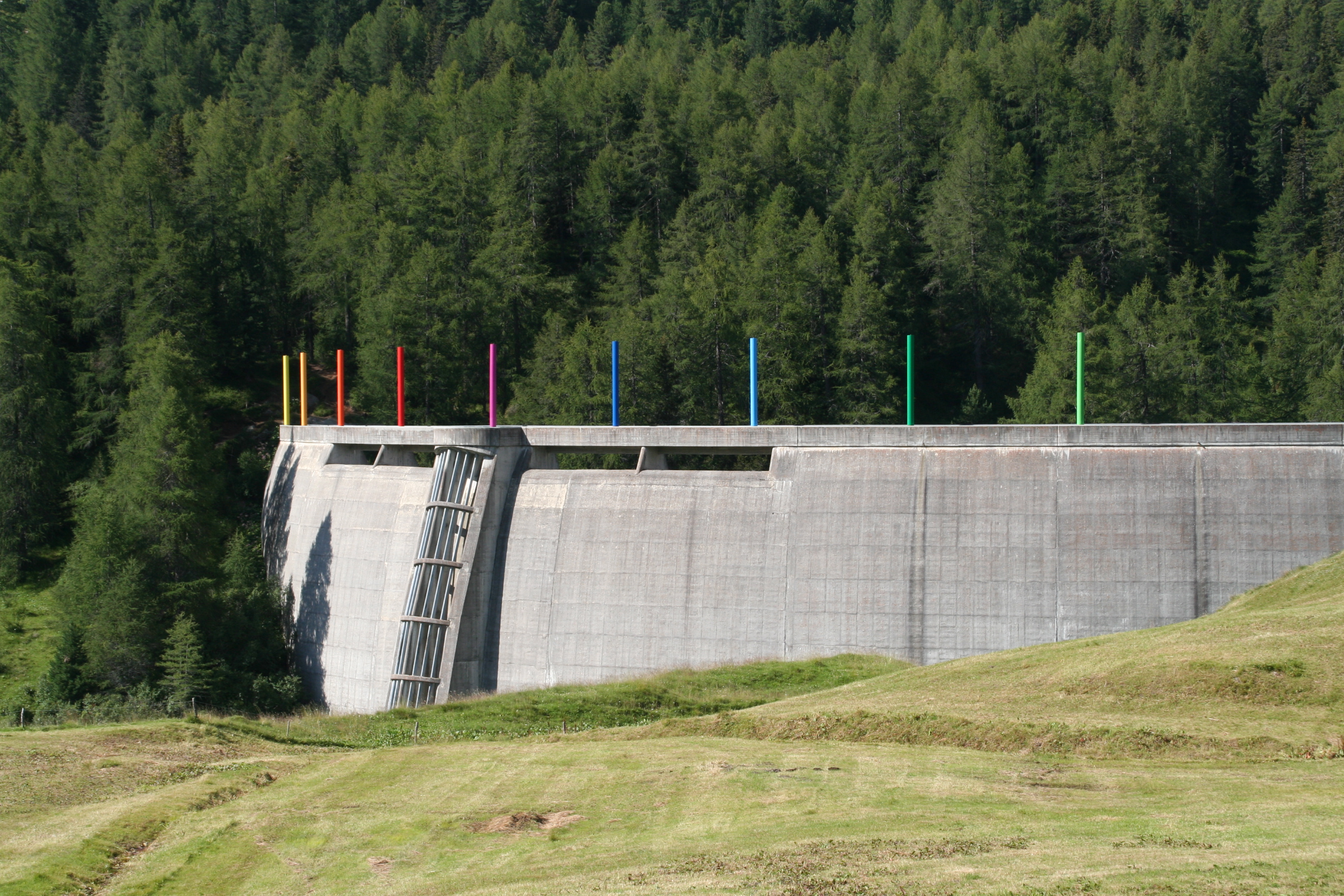
Gottfried Honegger: Installation Culur. Bei Maloja
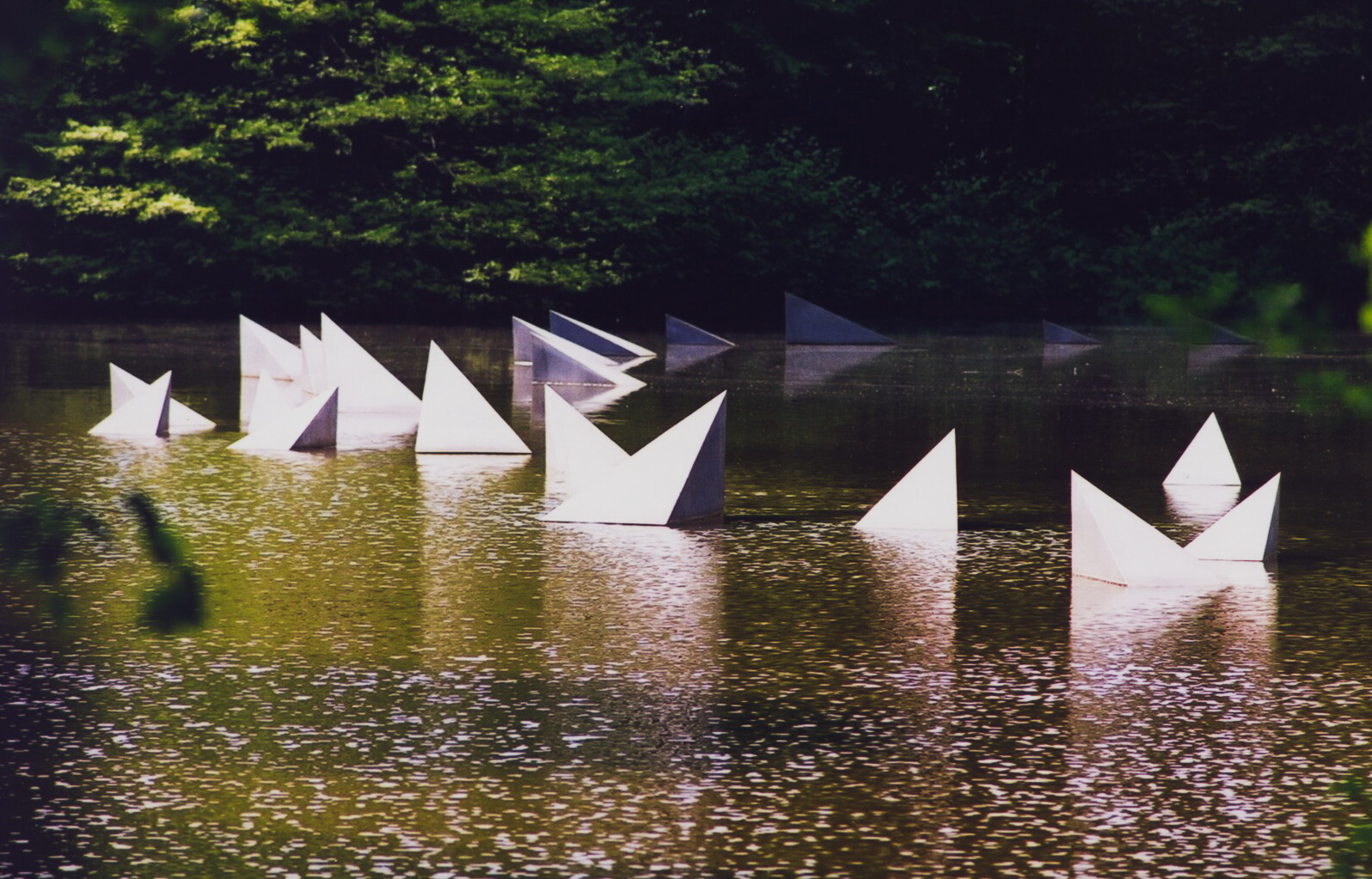
Ulrich Behl: Schwimmobjekt (1987), Aluminiumblech in fünf Größen. Langenhagen
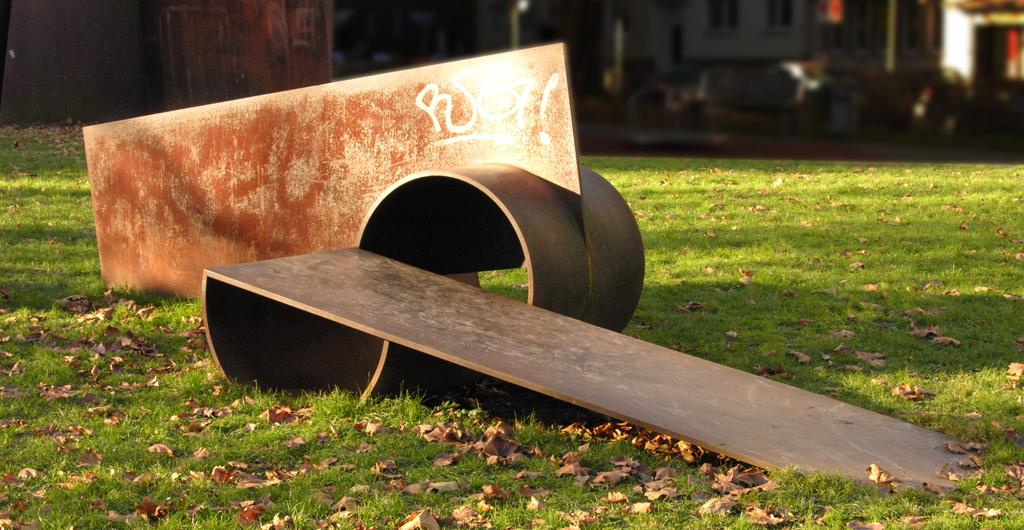
Heinz-Günter Prager, Große Zylinderskulptur II (1981), Dortmund
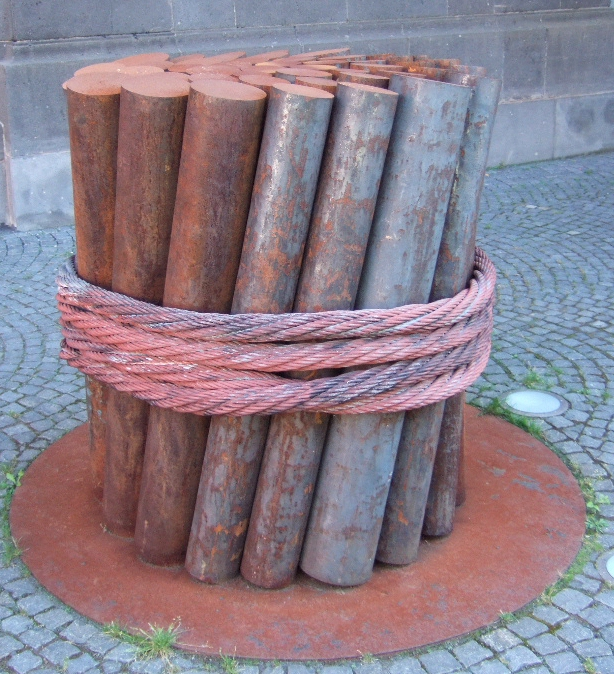
: Ansgar Nierhoff: Rotation (2003), Rheinisches Landesmuseum Bonn
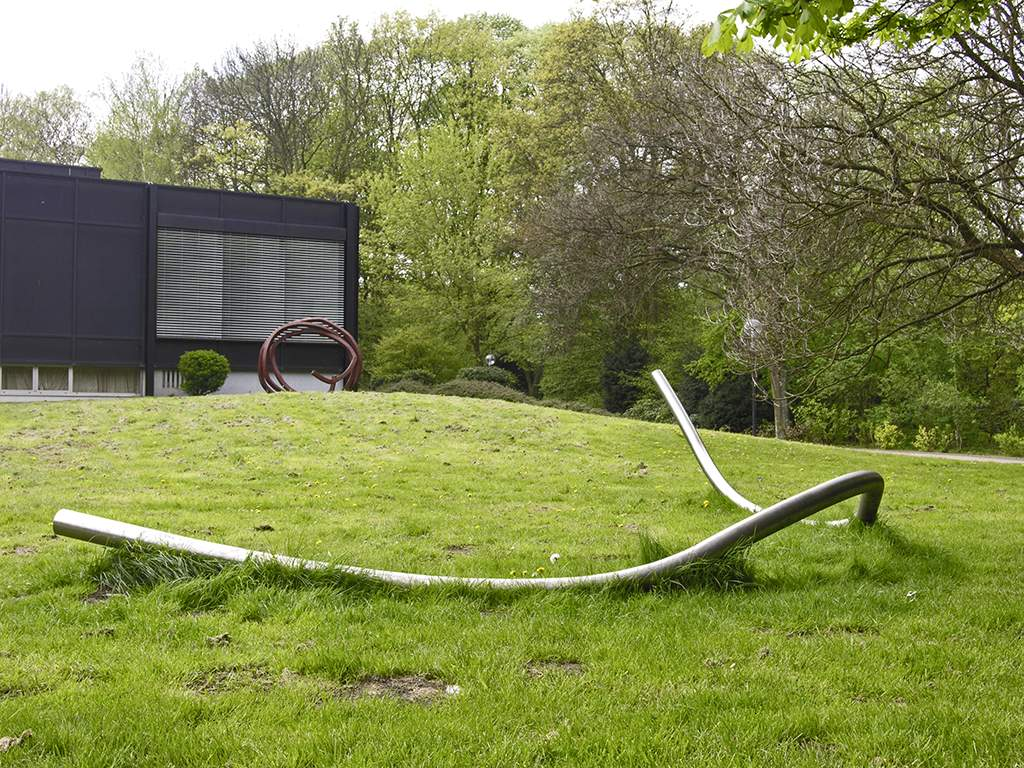
Norbert Kricke: Raumplastik Große Kurve I (1980), Museum Josef Albers, Quadrat Bottrop
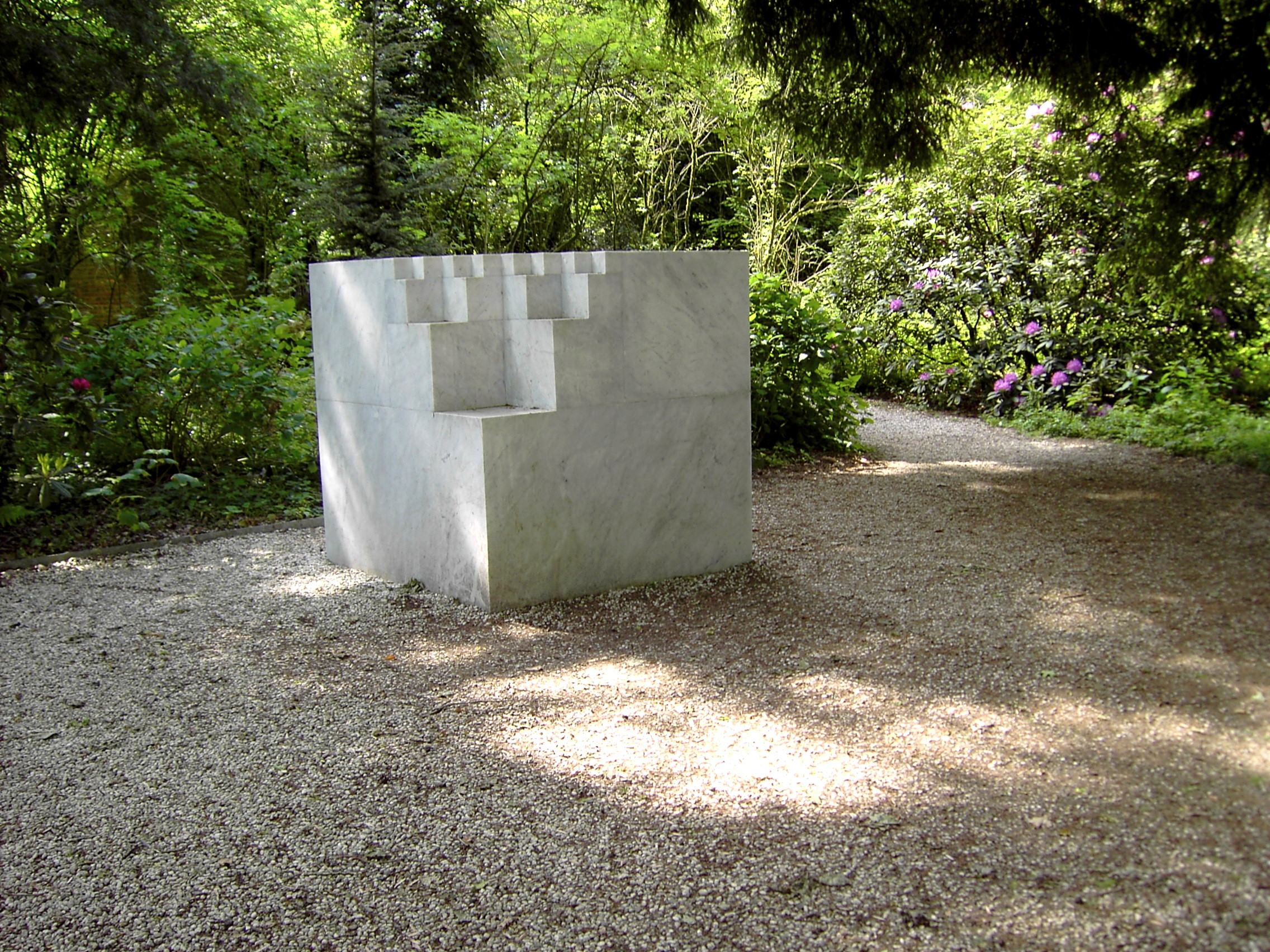
Erwin Heerich, ohne Titel (1978), Museumsinsel Hombroich

## Konkrete Fotografie
siehe: Konkrete Fotografie

## Konkrete Poesie
siehe: Konkrete Poesie und Visuelle Poesie
- Jeremy Adler
- Bob Cobbing
- Reinhard Döhl
- Eugen Gomringer
- Bill Griffiths
- Franz Mon
- Gerhard Rühm
- Stanisław Dróżdż

## Museen für Konkrete Kunst
- Kunsthalle Weishaupt, Ulm
- Museum für Konkrete Kunst, Ingolstadt
- Haus Konstruktiv, Zürich
- Espace de l’Art Concret, Mouans-Sartoux
- Kunstmuseum Reutlingen, Reutlingen
- Wilhelm-Hack-Museum, Ludwigshafen am Rhein
- Josef Albers Museum Quadrat, Bottrop
- Museum im Kulturspeicher, Würzburg (Sammlung Peter C. Ruppert)
- Museum Modern Art Hünfeld (Sammlung Gerhard Jürgen Blum-Kwiatkowski), Hünfeld
- Skulpturenhalle der Stiftung für Konkrete Kunst Roland Phleps, Freiburg-Zähringen
- Forum Konkrete Kunst in der Peterskirche, Erfurt
- I.K.K.P. Institut für konkrete Kunst und Poesie (Sammlung Prof. Gomringer), Rehau
- Sammlung Museum Zeichen der Zeit, Museum für Reduktive Kunst, Świeradów-Zdrój, Polen
- Museum gegenstandsfreier Kunst, Otterndorf
- Städtische Kunstsammlung, Erlangen
- Kunstmuseum Stuttgart (Sammlung Teufel)
- Campusmuseum in den Kunstsammlungen und Situation Kunst - Haus Weitmar, der Ruhr-Universität Bochum
- Clemens Sels Museum Neuss
- Museum Ritter, Waldenbuch
- Vordemberge-Gildewart-Initiative, Osnabrück
- Von der Heydt-Museum, Wuppertal (Sammlung Dr. Jürgen und Hildegard Holze)
- Kunsthalle Messmer (Messmer Sammlung), Riegel am Kaiserstuhl
- Museum der Wahrnehmung, Graz
- RAUM SCHROTH der Stiftung Konzeptuelle Kunst im Museum Wilhelm Morgner, Soest
- Carlernst Kürten-Stiftung, Unna